# По (округ)
По (фр. Pau) — округ (фр. Arrondissement) во Франции, один из округов в регионе Аквитания (историческая область Франции). Департамент округа — Пиренеи Атлантические. Супрефектура — По.
Население округа на 2006 год составляло 296 845 человек. Плотность населения составляет 119 чел./км². Площадь округа составляет всего 2490 км².